# Amomum chevalieri
Amomum chevalieri ist eine Pflanzenart aus der Gattung Amomum innerhalb der Familie der Ingwergewächse (Zingiberaceae). Sie kommt vermutlich im nördlichen und zentralen Vietnam vor, wurde zuletzt aber im Jahr 1923 gesammelt.

## Beschreibung

### Vegetative Merkmale
Amomum chevalieri wächst als ausdauernde, krautige Pflanze, die Wuchshöhen von etwa 0,5 Metern erreichen kann. Die Rhizome sind etwa 1 Zentimeter dick, unbehaart und außen mit Schuppen bedeckt. Es werden etwa 5 Zentimeter langen und 0,5 bis 0,7 Zentimeter dicke Stelzwurzeln gebildet. Die papierartigen, außen unbehaarten Schuppen fallen bereits nach kurzer Zeit ab. Das Rhizom wird zwischen den einzelnen „Pseudostämmen“ nur kurz. Von jedem Rhizom gehen mehrere horstbildende Sprossachsen bzw. „Pseudostämme“ ab. An der etwa 1 Zentimeter dicken Basis haben die Stängel unbehaarte sowie gerillte Blattscheiden. Die ledrigen und eiförmigen Blatthäutchen sind außen unbehaart und werden rund 0,5 Zentimeter lang; ihr oberes Ende ist gestutzt und die Ränder sind bewimpert.
Jeder Stängel besitzt etwa sieben Laubblätter. Diese sind in Blattstiel und Blattspreite gegliedert. Der rinnige Blattstiel ist kahl und ist bei einer Länge von 10 bis 15, selten auch bis zu 20 Zentimetern sowie einer Dicke von rund 0,3 Zentimetern zylindrisch geformt. Die einfache Blattspreite ist bei einer Länge von 20 bis 35, selten auch bis zu 60 Zentimetern sowie einer Breite von 5 bis 10 Zentimetern breit elliptisch mit keilförmiger Blattbasis und spitzen sowie bewimperten oberen Ende. Die dunkelgrüne Blattoberseite ist genauso wie die graue Blattunterseite kahl. Die Blattspreiten weisen an der Unterseite eine auffällige Blattnervatur auf. Die Blattränder sind ganzrandig.

### Generative Merkmale
Nahe oder direkt an der Stängelbasis aus dem Rhizom entwickelt sich auf einem etwa 20 Zentimeter langen und 0,3 bis 0,5 Zentimeter dicken, gerillten und unbehaarten Blütenstandsschaft ein bei einer Länge von etwa 10 Zentimetern sowie einem Durchmesser von 2 bis 3 Zentimetern länglicher Blütenstand, in dem die Blüten dicht zusammen stehen. Je Stängel wird ein Blütenstand gebildet. Der Blütenstandsschaft ist mit ledrigen, gerillten und außen unbehaarten Schuppen mit einem spitzen oberen Ende bedeckt, welche unterschiedlich geformt sein können. Die Schuppen an der Schaftbasis sind bei einer Länge von rund 1 Zentimeter sowie einer Breite von etwa 1,5 Zentimetern breit dreieckig, während sie im oberen Schaftsbereich lanzettlich-länglich geformt sind und circa 3 Zentimeter lang und 1 Zentimeter breit werden. Die außen unbehaarten, gerillten und ledrigen Tragblätter sind bei einer Länge von rund 2,5 bis 3 Zentimetern sowie einer Breite von 1 bis 1,2 Zentimetern lanzettlich-länglich mit spitzen oberen Ende und bewimperten Rändern. Jedes der Tragblätter trägt mehrere Blüten. Die membranartigen, gerillten und kahlen, etwa 1 bis 1,5 Zentimeter langen und rund 0,7 Zentimeter breiten, annähernd lanzettlichen Deckblätter sind zu keiner Röhre verwachsen und haben ein spitzes oberes Ende sowie bewimperte Ränder.
Die zwittrigen Blüten sind zygomorph und dreizählig mit doppelten Perianth. Die drei membranartigen Kelchblätter sind auf einer Länge von rund 1 Zentimeter röhrenförmig miteinander verwachsen und sind mit einer Länge von etwa 1,5 bis Zentimeter sowie einer Breite von etwa 0,5 Zentimeter ungefähr gleich lang wie die Kronröhre. Sie sind dreifach gezähnt, wobei die Kelchzähne rund 0,5 bis 0,75 Zentimeter lang sind und haben eine unbehaarte Außenseite. Die drei membranartigen und kahlen Kronblätter sind zu einer ungefähr gleich langen und etwa 0,4 Zentimeter breiten Kronröhre verwachsen. Es sind drei ebenfalls membranartige Kronlappen vorhanden. Der mittlere Kronlappen ist gleich groß und hat dieselbe Form wie die zwei seitlichen, bei einer Länge von rund 1,5 Zentimetern sowie einer Breite von etwa 0,8 Zentimetern länglich geformten Kronlappen. Nur das mittlere der Staubblätter des inneren Kreises ist fertil. Das fertile Staubblatt besitzt einen abgeflachten, etwa 1 Zentimeter langen, kahlen Staubfaden. Die zwei Hälften des unbehaarten Staubbeutels sind bei einer Länge von etwa 1 Zentimeter länglich. Die Staminodien des inneren Kreises sind zu einem Labellum verwachsen. Das etwa 1,5 Zentimeter lange und 1 bis 1,3 Zentimeter breite, kahle Labellum hat eine abgerundete Spitze. Die seitlichen Staminodien sind rund 0,3 Zentimeter lang. Drei Fruchtblätter sind zu einem dreikammerigen, kahlen und gefurchten Fruchtknoten verwachsen, welcher etwa 0,4 Zentimeter lang sowie rund 0,3 Zentimeter breit ist. Jede Fruchtknotenkammer enthält mehrere Samenanlagen. Der Griffel ist unbehaart und endet in einer becherförmigen Narbe mit bewimperter Spitze.
Es werden mehrere Kapselfrüchte gebildet, welche an einem rund 1 bis 1,5 Zentimeter langen und 0,2 bis 0,3 Zentimeter dicken Stiel stehen. Die geflügelten Kapselfrüchte sind bei einem Durchmesser von rund 1 Zentimeter kugelig geformt.

## Vorkommen
Das natürliche Verbreitungsgebiet von Amomum chevalieri liegt im nördlichen und zentralen Vietnam. Das genaue Verbreitungsgebiet ist nicht bekannt, da die Art zuletzt im Jahr 1923 gesammelt wurde. Soweit bekannt gibt es vermutlich Vorkommen im nördlich von Hanoi gelegenen Bergmassiv Ba Vì sowie in den Provinzen Nghệ An, Phú Thọ sowie Quảng Nam. Obwohl die genannten Gebiete in der Vergangenheit häufig von Botanikern besucht wurden, gab es keine weiteren bekannten Sichtungen der Art, eine gezielte Suche fand jedoch bisher nicht statt.
Die Art gedeiht in Höhenlagen von etwa 1500 Metern im Tiefland in immergrünen Bergwäldern.

## Taxonomie
Die Erstbeschreibung als Amomum chevalieri erfolgte 2012 durch Vichith Lamxay in Edinburgh Journal of Botany, Band 69, Nummer 1, Seite 119 anhand von vier in den Jahren 1888 bis 1923 gesammelten Herbarbelegen. Einer der Herbarbelege wurde bereits durch François Gagnepain mit dem heute gültigen Artnamen versehen, Gagnepain veröffentlichte jedoch keine gültige Erstbeschreibung.

## Gefährdung und Schutz
Amomum chevalieri wird in der Roten Liste der IUCN aufgrund der zu geringen Datenlage in keine Gefährdungsstufe eingeordnet.